# Wettin

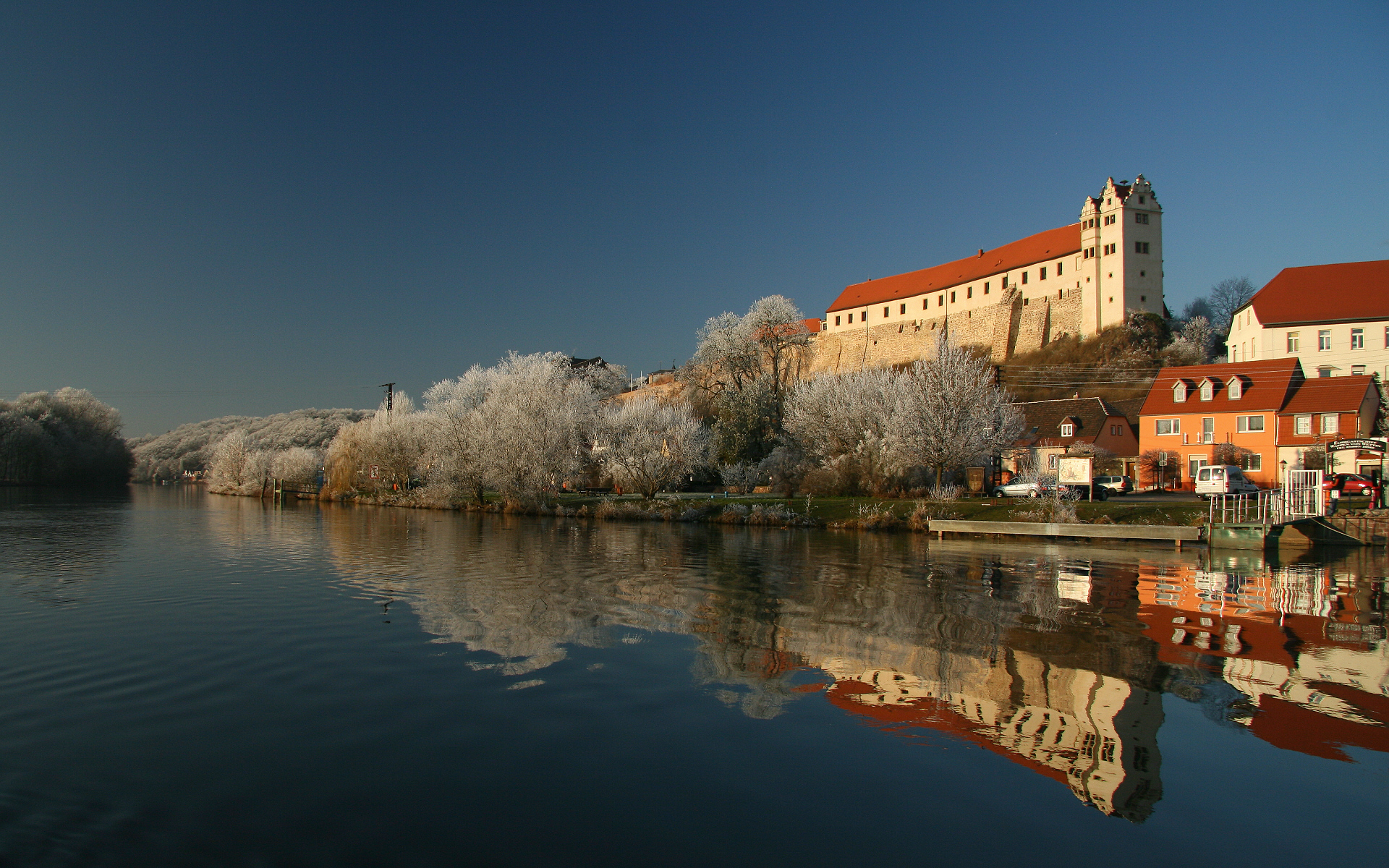
Blick auf Wettin von der Saale aus

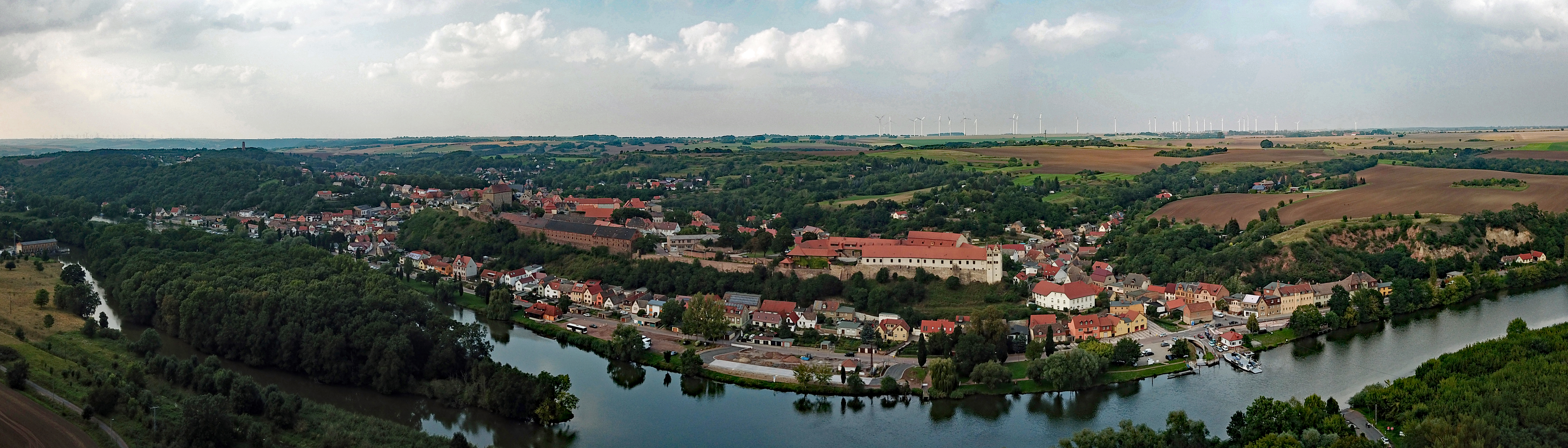
Luftbildpanorama von Wettin

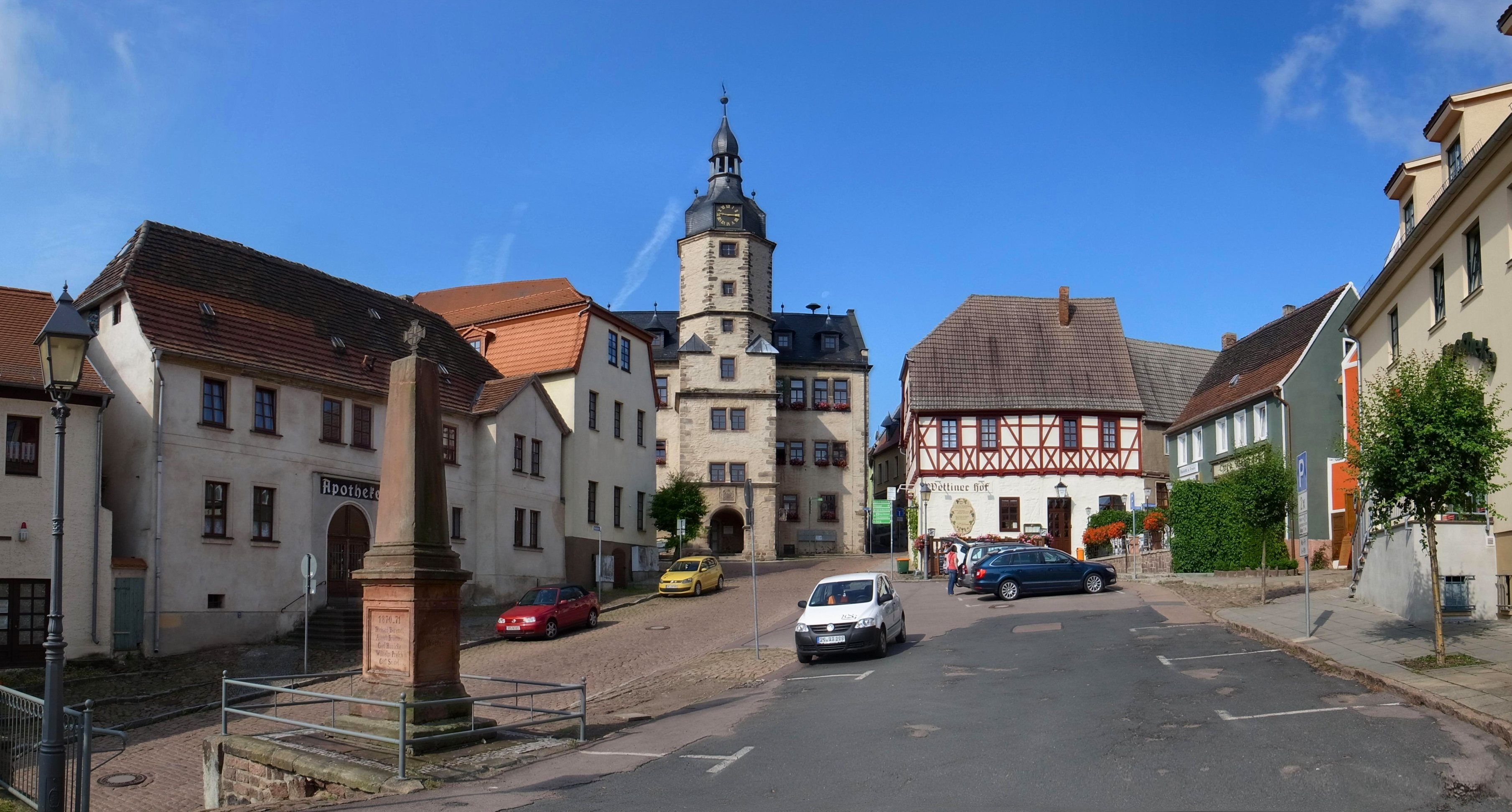
Rathaus am Marktplatz

Wettin ist ein Ortsteil der Stadt Wettin-Löbejün im Saalekreis in Sachsen-Anhalt. Bekannt ist die Kleinstadt vor allem durch das Herrschergeschlecht der Wettiner, das Markgrafen, Kurfürsten und Könige in Sachsen, Großbritannien, Belgien, Bulgarien sowie in Polen stellte.

## Geografie

### Lage
Wettin liegt auf einem Steilhang am rechten Ufer der Saale beim Saalekilometer 71, etwa 20 Kilometer nördlich von Halle (Saale) im Naturpark Unteres Saaletal. Das Ortschaftsgebiet erstreckt sich auf die Täler und Hügel rund um die Burg Wettin. Durch den Ort fließt der Luisengraben.

### Ortsgliederung
Zu Wettin gehören die Ortsteile Dobis, Dößel, Mücheln, Schachtberg und Zaschwitz, welches auf der anderen Seite der Saale liegt. Der vor 1815 erwähnte Ort Löbnitzmark ist heute lediglich eine Straße im Osten von Wettin.

## Geschichte
Im 6. Jahrhundert siedelten die Sorben an der Saale. Sie errichteten hier eine Fluchtburg, die in der Folge zur dauerhaften Befestigung gegen die Franken erweitert wurde. 961 erfolgte die erstmalige urkundliche Erwähnung der Civitas Vitin am Fuße der Burg. Diese kam 985 samt Ort in den Besitz von Dedo, dessen Enkel Thimo von Wettin erweiterte im 11. Jahrhundert die Burg und den Machtbereich der Grafen von Wettin. Anschließend wurden die Wettiner, die die Markgrafen, Kurfürsten und Könige in Sachsen, Großbritannien, Belgien, Bulgarien sowie in Polen stellten, zu einem der bedeutendsten Herrschergeschlechter in Deutschland.
Der erste Stammsitz ging aber schon 1288 an das Erzbistum Magdeburg über. Unweit der Stadt wurden 1382 Steinkohlevorkommen entdeckt, die zunächst hauptsächlich für die Halloren gefördert wurden. Während des Dreißigjährigen Krieges wurde die Burg und Stadt mehrfach von den Schweden geplündert, zudem zerstörten 1660 zwei Brände fast die gesamte Stadt.
Mit der Angliederung des Erzstifts Magdeburg an Preußen gehörte die Stadt ab 1680 zum brandenburg-preußischen Herzogtum Magdeburg und lag im damaligen Saalkreis. Sie wurde als Mediatstadt bezeichnet. Umgeben war sie vom königlich-preußischen Amt Wettin.
1806 erfolgte die Besetzung des Saalkreises durch französische Truppen. Unter Napoleon wurde das Amt Wettin 1806 aufgelöst und das Gebiet im Frieden von Tilsit 1807 dem Königreich Westphalen angegliedert. Als Teil des Saalkreises wurde Wettin und sein Umland dem Distrikt Halle im Departement der Saale zugeordnet. Dabei entstand aus Wettin und weiteren neun Kommunen der Kanton Wettin. Nach der Niederlage Napoleons und dem Ende des Königreichs Westphalen befreiten die verbündeten Gegner Napoleons Anfang Oktober 1813 den Saalkreis. Bei der politischen Neuordnung nach dem Wiener Kongress 1815 wurde Wettin 1816 dem Regierungsbezirk Merseburg der preußischen Provinz Sachsen angeschlossen und dem Saalkreis zugeordnet.
Seit Ende des 17. Jahrhunderts erlebte Wettin durch die Kohlevorkommen eine wirtschaftliche Blütezeit, sodass hier ein preußisches Bergamt eingerichtet wurde. Im 19. Jahrhundert kam der Aufschwung zum Erliegen, da die Steingewinnung immer teurer wurde. Zudem gingen die Vorräte langsam zu Ende, das letzte Bergwerk schloss 1893. Schon zuvor war es zu einem großen Bevölkerungsrückgang gekommen, die Industrialisierung erfasste Wettin kaum. Insbesondere die schlechten Verkehrsverhältnisse wirkten sich negativ aus, diese verbesserten sich erst 1903 mit Eröffnung der Bahnstrecke Wallwitz–Wettin.
Am 1. Juli 2008 wurde die Gemeinde Dößel mit den Ortsteilen Dobis und Schachtberg in die Stadt Wettin eingemeindet.
Am 1. Januar 2011 wurden die Städte Löbejün und Wettin sowie die Gemeinden Brachwitz, Döblitz, Domnitz, Gimritz, Nauendorf, Neutz-Lettewitz, Plötz und Rothenburg, die zuvor bereits in der Verwaltungsgemeinschaft Saalkreis Nord zusammengeschlossen waren, zur neuen Stadt Löbejün-Wettin, die bereits am 7. April 2011 ihren jetzigen Namen Wettin-Löbejün erhielt, zusammengefasst.
| Datum              | Ehemalige Gemeinde    | Eingemeindung                     |
| ------------------ | --------------------- | --------------------------------- |
| 30. September 1928 | Mücheln               | Eingemeindung nach Wettin         |
| 1. Juli 1950       | Dobis                 | Eingemeindung nach Dößel          |
| 1. Juli 1950       | Zaschwitz             | Eingemeindung nach Wettin         |
| 1. Juli 2008       | Dößel mit Schachtberg | Eingemeindung nach Wettin         |
| 1. Januar 2011     | Wettin                | Eingemeindung nach Wettin-Löbejün |

## Religion und Kirchen
Die evangelische St.-Nikolai-Kirche ist die größte und älteste Kirche Wettins. Sie wurde im 12. Jahrhundert im romanischen Stil als Bürgerkirche erbaut und im 16. und 17. Jahrhundert im gotischen Stil umgebaut und erweitert. Die Kirche konnte seit 1958 wegen Schwammbefalls nicht mehr genutzt werden und verfiel in den folgenden Jahren. Seit 1990 erfolgte eine schrittweise Sanierung. Diese sind mittlerweile abgeschlossen worden, sodass das Gebäude wieder im vollen Umfang nutzbar ist. Die Kirche gehört heute zum Pfarrsprengel Wettin im Kirchenkreis Halle-Saalkreis der Evangelischen Kirche in Mitteldeutschland.

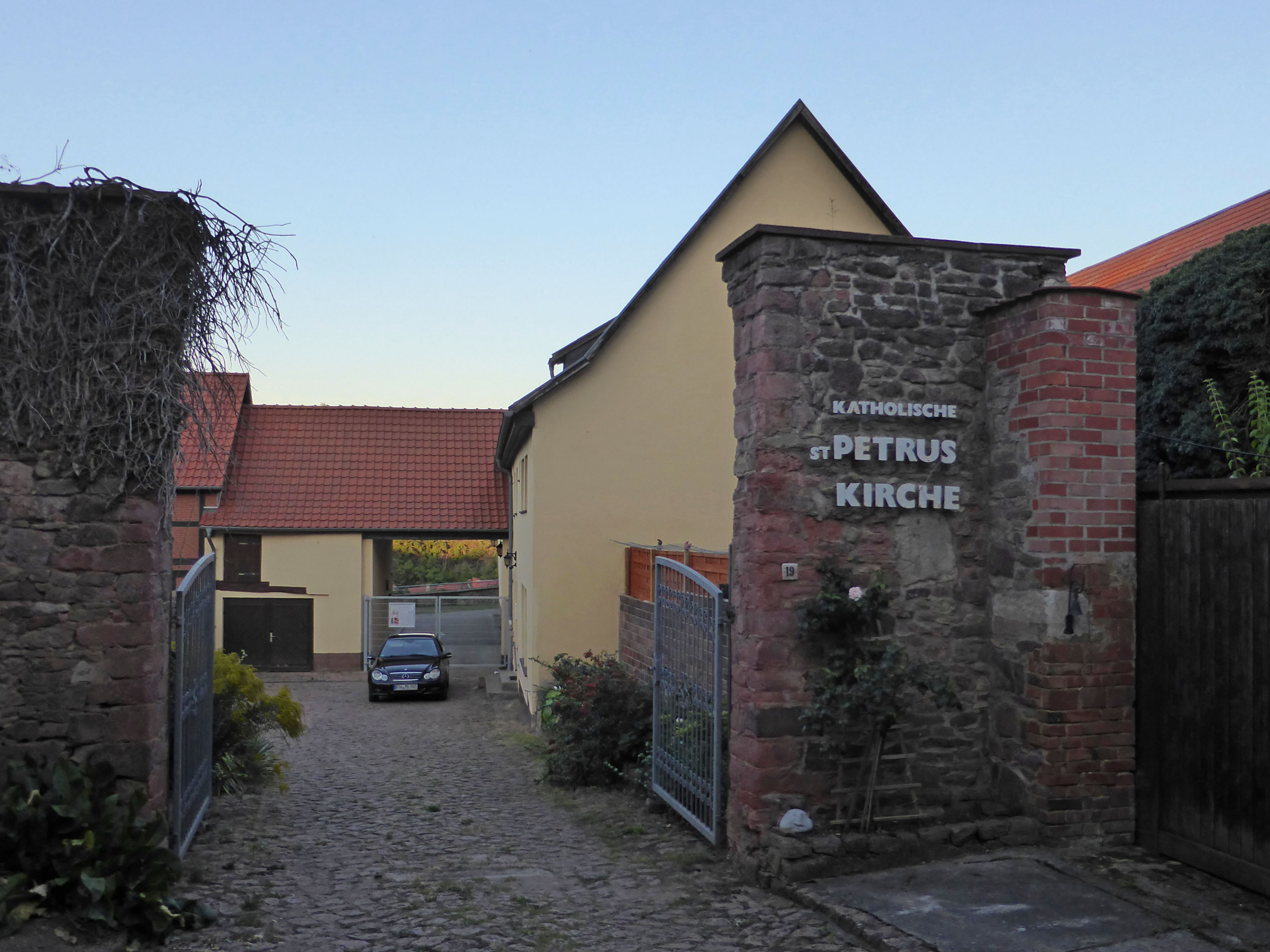
Zugang zur St.-Petrus-Kirche

Die katholische St.-Petrus-Kirche entstand 1955 aus einer ehemaligen Seifenfabrik. Obwohl im Zentrum der Stadt liegend, fügt sie sich entsprechend unauffällig in das Stadtbild Wettins ein. Ihre Kirchengemeinde bildete sich ab 1945, nachdem infolge der Flucht und Vertreibung Deutscher aus Mittel- und Osteuropa auch im seit der Reformation evangelisch-lutherisch geprägten Wettin wieder Katholiken in größerer Zahl zugezogen waren. 1946 bekam die Kirchengemeinde einen eigenen Seelsorger, ihre Gottesdienste fanden anfangs in der evangelisch-lutherischen St.-Nikolai-Kirche statt. 1950, die zur Pfarrei St. Elisabeth gehörende Wettiner Kirchengemeinde war inzwischen zu einer Kuratie geworden, wurde ein Gebäude angekauft, das unter Kuratus Adolf Pachl nach Plänen des Architekten Gustav Hauser aus Halle (Saale) zu Pfarrhaus und Kirche umgebaut wurde. Die Kirche übernahm das Patrozinium des heiligen Apostels Simon Petrus von der 1840 abgetragenen Kirche der Burg Wettin, der Petrikirche. Die heutige St.-Petrus-Kirche wurde am 16. Oktober 1955 durch Friedrich Maria Rintelen, den in Magdeburg ansässigen Weihbischof des Erzbistums Paderborn, zu dem Wettin damals gehörte, konsekriert. Am 1. Oktober 1966 wurde die Kuratie Wettin zur Filialkirchengemeinde (Pfarrvikarie) erhoben. Im Jahr 2004 musste die Kirche wegen Holzwurmbefalls umfassend saniert werden, dabei wurde der Kirchenraum verkleinert und mit neuen Bänken und einer Orgel versehen. Das ehemalige angrenzende Pfarrhaus dient heute als Herberge für kirchliche und andere Gruppen. Seit 2009 gehört die St.-Petrus-Kirche zur Pfarrei Halle-Nord, die seit 2014 ihren heutigen Namen Carl Lampert trägt und ihren Sitz an der Heilig-Kreuz-Kirche (Halle) hat.
Im Wettiner Ortsteil Mücheln befindet sich die in der zweiten Hälfte des 13. Jahrhunderts im gotischen Stil errichtete Templerkapelle. Sie ist die einzige noch erhaltene Kapelle des Templerordens in Deutschland und steht unter Denkmalschutz. Nach umfassender Sanierung wird die Kapelle mittlerweile als Raum für Konzerte und Ausstellungen genutzt.

## Wappen
Blasonierung: „In Rot eine silberne Burg mit Zinnenmauer und geöffnetem goldenen Tor, mit einem niederen gezinnten Mittelturm zwischen zwei spitzbedachten gezinnten Seitentürmen mit drei (1:2) Fensteröffnungen.“
Die Farben des Ortsteils Wettin sind Weiß-Grün.

## Kultur und Sehenswürdigkeiten

### Musik
Wettin besitzt neben einem Chor aus der Stadtbevölkerung auch einen im Burg-Gymnasium Wettin.

### Bauwerke

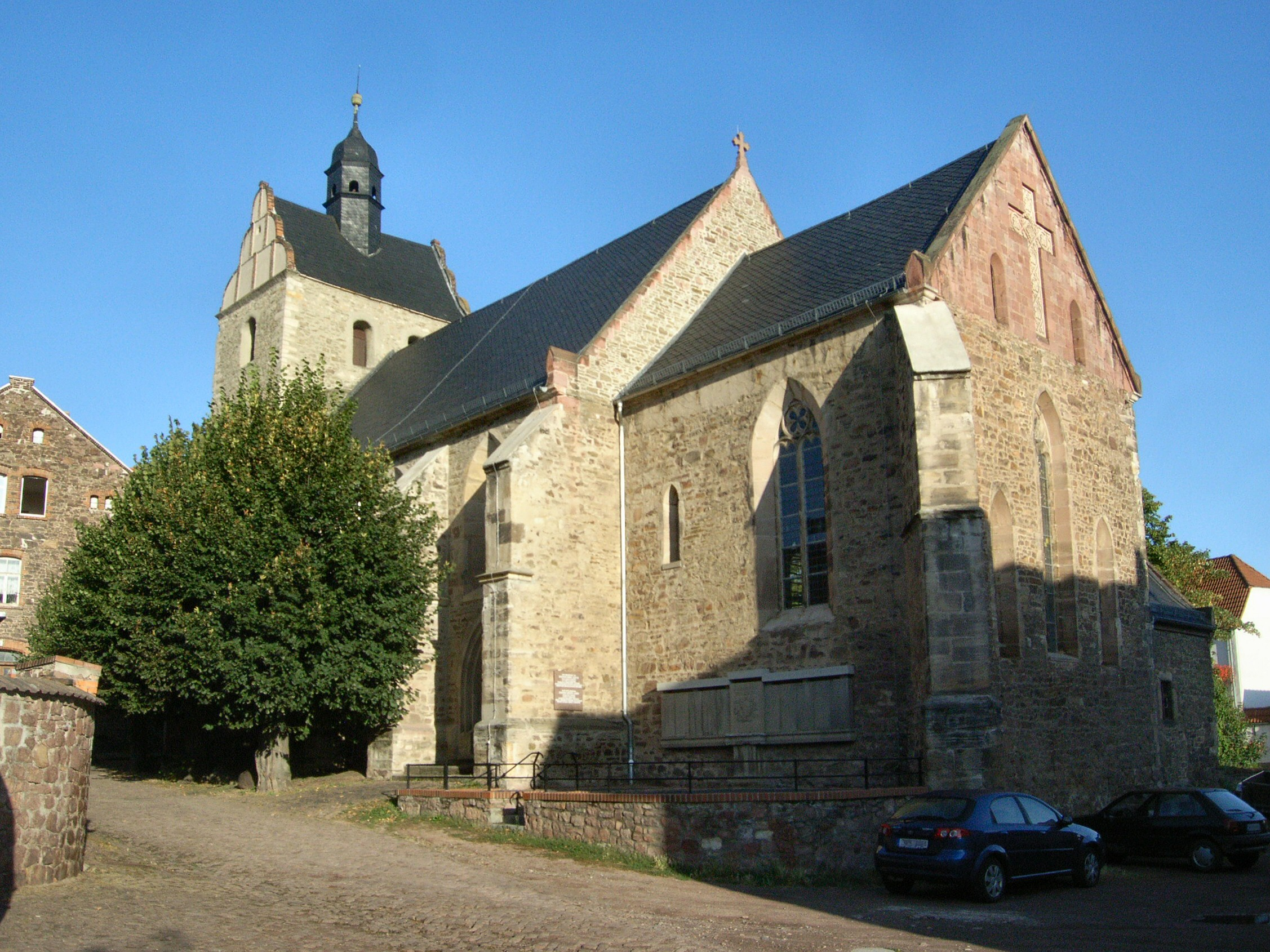
Nikolaikirche

Nach der Burg Wettin stellen die Templerkapelle in Mücheln, die St.-Nikolai-Kirche, das Rathaus und der Bismarckturm neben den Fachwerkbauten der Innenstadt die wichtigsten architektonischen Punkte dar.
Der Bismarckturm (⊙) ist ein 1905 fertiggestellter 21,5 m hoher Aussichtsturm auf dem westlich des Ortszentrums gelegenen Großen Schweizerling.

### Sport
Wettin besitzt einen Fußballverein, der in der Sportanlage am Burg-Gymnasium trainiert.

### Museum
Im Bismarckturm befindet sich seit dem 4. April 2015 ein Bogenmuseum.

## Wirtschaft und Infrastruktur

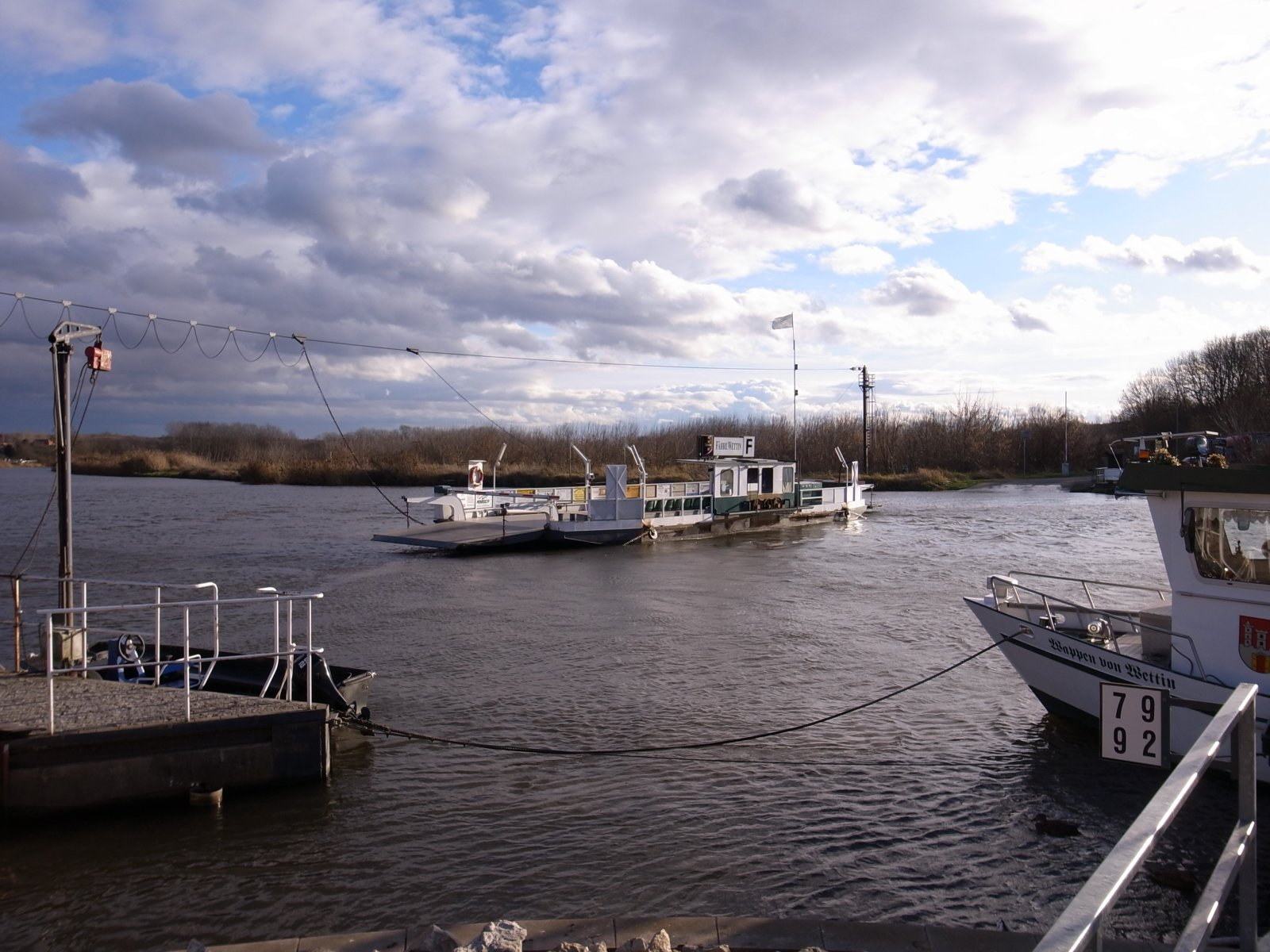
Hochseilfähre Wettin über die Saale

### Verkehr

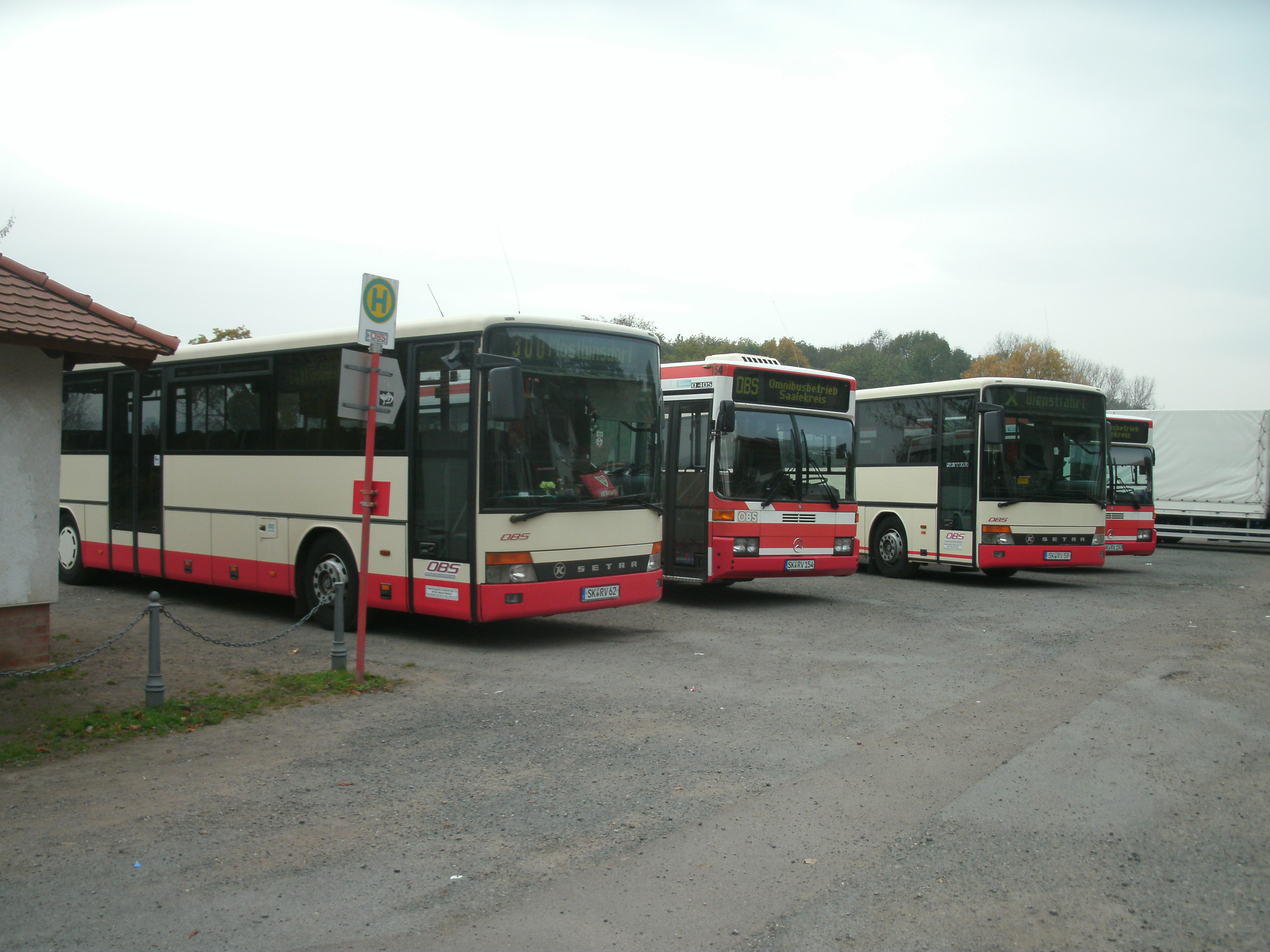
Linienbusse der OBS nahe der Fähre

Wettin liegt in der Nähe der Bundesautobahn 14 und hat eine eigene Abfahrt. Die nächsten Bahnhöfe liegen seit der Stilllegung der Bahnstrecke Wallwitz–Wettin in Wallwitz, Nauendorf und Domnitz. Derzeit läuft ein neues Planfeststellungsverfahren für die Bundesautobahn 143, die das Saaletal ca. 6 km südlich von Wettin schneiden würde. 
Der öffentliche Personennahverkehr wird unter anderem durch den PlusBus des Landesnetzes Sachsen-Anhalt erbracht. Folgende Verbindung, betrieben von dem Omnibusbetrieb Saalekreis, führt durch Wettin:
- Linie 330: Halle ↔ Morl ↔ Wettin ↔ Nauendorf ↔ Löbejün

Die Ortschaft und deren Burg liegt im Zentrum des Routennetzes der „Fürstenstraße der Wettiner“, einer im Aufbau befindlichen Themenstraße durch das ehemalige Regierungsgebiet des Fürstenhauses der Wettiner.

### Bildung
Von 1955 bis 1991 bestand in Wettin die europaweit einzige Berufsschule für Schäferei.
Neben dem Burg-Gymnasium besitzt Wettin heute einen Kindergarten und eine Grundschule.

## Persönlichkeiten

### Söhne und Töchter der Ortschaft
- Ernst Glück (* 18. Mai 1654 in Wettin; † 5. Mai 1705 in Moskau), deutscher Theologe und Bibelübersetzer
- Ambrosius Stegmann (* 24. Februar 1663 in Wettin; † 21. Januar 1700), deutscher Mediziner und Mitglied der Leopoldina
- Christoph Friedrich aus dem Winckel (* 21. Juni 1735 in Wettin; † 13. April 1812 in Nenkersdorf bei Frohburg), preußischer Kammerpräsident und Erb- und Gerichtsherr auf der Burg Wettin un in Nenkersdorf
- Ludwig Heinrich von Jakob (* 26. Februar 1759 in Wettin; † 22. Juli 1827 in Bad Lauchstädt), Staatswissenschaftler, Philosoph und Ökonom
- Maria Neide (* 2. Oktober 1780 in Wettin; † 24. Oktober 1831 in Magdeburg), Krankenschwester
- Ferdinand Guericke (* 25. Februar 1803 in Wettin; † 4. Februar 1878 in Halle (Saale)), deutscher alt-lutherischer Theologe und Professor an der Universität Halle
- Ludwig von Bredow (* 11. April 1825 in Wettin; † 9. Mai 1877 in Rathenow), Landrat und Mitglied des Reichstags des Norddeutschen Bundes
- Rudolf Herzog (* 8. Februar 1837 in Wettin; † 6. November 1903 in Sayn), deutscher Ingenieur
- Gustav Wilhelm Richard Sorge (* 6. April 1852 in Wettin; † 1. Dezember 1907 in Berlin-Lankwitz), deutscher Technologe
- Maria Hopf (* 23. September 1914 in Wettin; † 24. August 2008 in Mainz), Archäo- und Ethnobotanikerin
- Ernst Haak (* 22. April 1924 in Wettin; † 3. Oktober 2021), Hochschullehrer und Politiker
- Axel Straube (* 29. September 1942 in Wettin; † 15. Mai 2017), Basketballspieler und -trainer

### Mit Wettin verbunden
- Auguste Sievert (1824–1897), Malerin und Schriftstellerin